# Бегомльское гетто
Гетто в Бегомле (лето 1941 — 2 октября 1941 года) — еврейское гетто, место принудительного переселения евреев посёлка Бегомль Докшицкого района Витебской области и близлежащих населённых пунктов в процессе преследования и уничтожения евреев во время оккупации территории Белоруссии войсками нацистской Германии в период Второй мировой войны.

## Оккупация Бегомля и создание гетто
В 1939 году в Бегомле проживало 206 евреев (10,1 % населения).
Бегомль был захвачен немецкими войсками 2 июля 1941 года, и оккупация продлилась 3 года — до 1 июля 1944 года.
Реализуя нацистскую программу уничтожения евреев, немцы создавали гетто почти во всех городах и населённых пунктах Беларуси, где проживало еврейское население. Так и в Бегомле оккупанты организовали гетто, куда также согнали и евреев из близлежащих деревень.
Списки евреев, в том числе и тех, которые жили в отдаленных деревнях, составил для немцев бывший работник бегомльского райисполкома, ставший работать на немцев в управе.

## Условия в гетто
Оккупационные власти под страхом смерти запретили евреям снимать желтые латы (опознавательные знаки на верхней одежде), выходить из гетто без специального разрешения, менять место проживания и квартиру внутри гетто, ходить по тротуарам, пользоваться общественным транспортом, находиться на территории парков и общественных мест, посещать школы.
Вплоть до полного уничтожения гетто евреев использовали на тяжелых и грязных принудительных работах, от чего многие узники гетто умерли от непосильных нагрузок в условиях постоянного голода и отсутствия медицинской помощи.

## Уничтожение гетто
Немцы убивали бегомльских евреев просто так, ради забавы — например, прямо из окна машины на улице.
2 октября 1941 года гетто в Бегомле было уничтожено, почти все оставшиеся ещё в живых евреи — 270 человек — были убиты.
16 октября 1941 года во время очередной «акции» (таким эвфемизмом гитлеровцы называли организованные ими массовые убийства) немцы расстреляли ещё 23 пойманных еврея.
В конце декабря 1941 года возле местечка немцы задержали группу спасшихся евреев из деревни Мстиж — шесть женщин и семеро детей, где евреи были расстреляны ещё в августе 1941 года. После задержания их отправили в Борисов за 80 километров, где и убили. Сохранились имена погибших: Клионская Броха с детьми Олей, Эллой, Дорой, Диной и Хаей; Полякова Бася с детьми Семой и Гитой; Бененсон Фрума, Бененсон Песя, Бененсон Ёха, а также назвавшаяся жительницей Бегомля Гуревич Лея.
В гетто Бегомля вместе со всеми была убита и бабушка (по отцу) будущего главного раввина России Адольфа Шаевича, отец которого родился в Бегомле. Её с тремя дочерьми и четырьмя внучками (самой младшей было два года) немцы закопали живыми.

## Случаи спасения

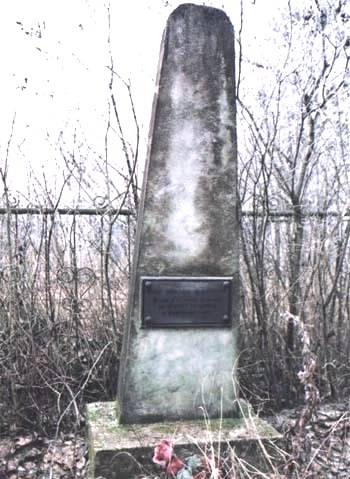
Памятник на месте убийства 148 евреев Бегомля в 1941 году

Многие евреи, которые сумели убежать из гетто, воевали в отрядах бегомльской партизанской зоны.
Например, среди убитых 2 октября 1941 года были и три еврейские семьи и одна смешанная из деревни Волча, из членов которых сумел бежать, спастись и в дальнейшем воевать в партизанском отряде только Розов Семен Юдович, 1929 года рождения.

## Исполнители и организаторы убийств
Убийство евреев Бегомля было организовано под руководством сотрудника минского СД Буркхарда. Лично расстреливали людей из автоматов и винтовок сам Буркхард, Эгоф, Пипин, Гринкевич, Каптур, Автюшкин, Петровский, Сорокин, Ярошевич, Папицкий, Кутькин, Голуб, Мирончик и другие.

## Память
Место расстрела находится сразу за пересечением центральной улицы Бегомля и шоссе Минск-Витебск.
После войны жертв геноцида евреев с почестями перезахоронили на христианском поселковом кладбище и на месте перезахоронения установили памятник «жителям Бегомля, погибшим в годы войны», на котором до 1997 года не было упоминания о евреях.
Опубликованы неполные списки убитых.